# Алые ибисы
Алые ибисы (лат. Eudocimus) — род околоводных птиц из семейства ибисовых.

## Виды
Объединяет два вида: красного (алого) и белого ибисов, которые обитают в аналогичных биотопах и обладают очень схожим кормовым и гнездовым поведением. Обе птицы распространены в субтропиках и тропиках Нового Света, в первую очередь на побережьях Атлантического и Тихого океанов. Белый ибис населяет юго-восточную часть США, Мексику, Центральную Америку, Большие Антильские острова, Колумбию, Эквадор и Венесуэлу. В последней из перечисленных стран ареал белого ибиса пересекается с ареалом красного ибиса. Помимо Венесуэлы красный ибис также распространён на побережье Гайаны, Суринама, Французской Гвианы и Бразилии к югу до штата Мараньян. Небольшой участок ареала красного ибиса находится на юго-востоке Бразилии в окрестностях города Сан-Паулу. Помимо побережий и прилегающих к ним районов в глубине материков, обе птицы гнездятся в бассейне реки Ориноко в Колумбии и Венесуэле — районе, известном как Льянос-Ориноко. Известны многочисленные гибридные формы двух видов, в связи с чем часть орнитологов считает их конспецифичными (то есть принадлежащими одному виду).

## Систематика
Ближайшими родственниками красного и белого ибисов считаются каравайки, которые отличаются более совершенным строением цевки. В XIX веке на территории французской коммуны Сен-Жеран-ле-Пюи были обнаружены останки некой птицы, жившей 20—23 млн лет назад (аквитанский ярус, ранний миоцен). Экземпляр, изначально названный Plegadis paganus (в настоящее время — Gerandibis pagana), имел промежуточные характеристики между современными представителями родов Eudocimus и Plegadis (каравайки), что свидетельствует в пользу того, что описываемая группа уже получила развитие к тому времени.
Другие находки относятся к более позднему периоду. Экземпляр, найденный в отложениях среднего плиоцена в районе Bone Valley во Флориде, имел близкое строение с современным белым ибисом. Аналогичный экземпляр, живший во времена раннего плиоцена, был обнаружен в формации Yorktown в Северной Каролине. На северо-западе Перу (формация Talara Tar Seeps), где на границе с Эквадором до настоящего времени гнездится белый ибис, были добыты останки двух видов, возраст которых оценивается в 13900 лет. Один из экземпляров, названный Eudocimus peruvianus, имел близкое очень близкое строение с современным белым ибисом.

## Общая характеристика
Алые ибисы населяют заболоченные ландшафты, часто на морских побережьях. Гнездятся колониально на деревьях и кустах над водой либо в непосредственной близости от неё, часто вместе с другими околоводными птицами. Гнездо строят оба родителя из сучьев. Типичная кладка из 2—5 яиц.
Длина взрослой птицы 56—61 см, размах крыльев 85—95 см. Клюв тонкий и длинный, заметно загнут книзу. В передней части головы неоперённые участки кожи малинового или красного цвета. Окраска оперения у белого ибиса белоснежно белая, у красного — алая, за исключением кончиков крыльев, которые у обоих видов чёрные. Молодые птицы буроватые с белыми перьями на брюхе. Питаются рыбой, ракообразными, крабами и насекомыми, которых чаще всего на ощупь находят на мелководье в илистом грунте.